# Forest National
La Forest National (olandese: Vorst Nationaal) è un'arena polifunzionale che si trova in Belgio, a Forest, nella periferia sud di Bruxelles. L'arena può ospitare più di 8.000 persone.
Costruita nel 1971, si tratta di una delle sale per concerti più famose del Belgio. Ad inaugurarla furono delle rappresentazioni del Ballet du XXe siècle. Di media vi si svolgono 130 concerti l'anno, di cui la maggior parte registrano il sold-out. Nel 2007 Forest National ha superato la soglia dei 3.000 concerti.
Tra i numerosissimi artisti che vi si sono esibiti si annoverano i Queen, i Duran Duran, gli Indochine, Bob Marley & the Wailers, James Brown, i Red Hot Chili Peppers, Ella Fitzgerald, Bob Dylan, i Little Feat, Charles Aznavour, i Queen, Lara Fabian, Claude François, Mylène Farmer, Whitney Houston, i Genesis, i Pink Floyd, i Rolling Stones, Adriano Celentano, Vasco Rossi, Jovanotti, Tiziano Ferro, Claudio Baglioni, Michel Polnareff e Laura Pausini.
Nel 2005 furono sviluppati i piani per la costruzione di un nuovo Forest National. Avrebbe dovuto essere grande quasi il doppio (dai 12.000 ai 15.000 posti) e avrebbe dovuto essere pronto per il 2010.
Il 3 settembre 2008 fu reso noto che l'impresa proprietaria, la Music Hall Group NV, aveva abbandonato il progetto.
Secondo un piano successivo della Regione di Bruxelles-Capitale l'impianto avrebbe dovuto essere trasferito a Heysel nel quadro del NEO-project, ma Music Hall Group si oppose. Nel 2013 a Heysel fu inaugurato un nuovo impianto polifunzionale, il Paleis 12, che divenne l'arena per concerti più grande di Bruxelles.